# Vandavasi
Vandavasi es una ciudad y municipio situada en el distrito de Tiruvannamalai en el estado de Tamil Nadu (India). Su población es de 31320 habitantes (2011). Se encuentra a 72 km de Tiruvannamalai y a 110 km de Chennai.

## Demografía
Según el censo de 2011 la población de Vandavasi era de 31320 habitantes, de los cuales 15556 eran hombres y 15754 eran mujeres. Vandavasi tiene una tasa media de alfabetización del 86,51%, superior a la media estatal del 80,09%: la alfabetización masculina es del 92,33%, y la alfabetización femenina del 80,84%.